# Sudet Kouvola
El Sudet Kouvola és un club de futbol finlandès de la ciutat de Kouvola. Sudet significa llops.

## Història
El club va ser fundat a la ciutat de Viipuri (Vyborg) el 13 de desembre de 1912 amb el nom Wiipurin Bandy & Jalkapalloseura (WB & JS). El canvià el 1924 a Wiipurin Sudet. El 1940, amb l'ocupació soviètica de la ciutat, es traslladà a Hèlsinki i el 1962 a Kouvola.
Destacà en l'esport del bandy, guanyant el primer campionat finès el 1914. El 2014 havia guanyat 14 campionats nacionals. El 2014, l'equip femení guanyà el seu primer campionat.
La secció de futbol arribà quatre copa a semifinals del campionat finlandès els anys 1924, 1925, 1928 i 1929. Ascendí per primer cop a la nova primera divisió (Mestaruussarja) el 1931. Fins al 1951 va jugar 15 temporades a primera, i es proclamà campió nacional el 1940. També disputà 18 temporades a segona divisió fins al 1966.

## Palmarès
- Lliga finlandesa de futbol: 
  - 1940